# Microgaster consors
Microgaster consors är en stekelart som beskrevs av Nixon 1968. Microgaster consors ingår i släktet Microgaster och familjen bracksteklar. Inga underarter finns listade i Catalogue of Life.